# Бернштейн Йосип Самійлович
Йо́сип Самі́йлович Бернште́йн (*20 вересня 1882, Житомир — †30 листопада 1962) — російський і французький шахіст, один із найсильніших гравців Європи 1900—1910-х років, гросмейстер, міжнародний арбітр. Юрист (доктор права) і фінансист, підприємець-видавець.

## Біографія
Походив із заможної юдейської родини. Народився й провів дитинство в Житомирі, згодом родина переїхала до Москви. Є свідчення, що Бернштейн вивчив правила шахової гри в житомирській гімназії.

### 1901—1918 роки
З 1901 року мешкає в Німеччині, вивчає право в Гейдельберзькому університеті. На цей період припадають перші шахові перемоги в турнірах організованих німецьким шаховим товариством: двічі тріумф у Берліні (1902, 1903), друге місце в Ганновері (1902). Здобуває титул майстра. Є згадка про рекордний сеанс одночасної гри на 80 дошках (Берлін, 1903), 70 партій Йосип Самійлович виграв, 4 завершились в нічию, 6 поразок.
1903 рік позначений першим значним турнірним успіхом Бернштейна. У вересні він прибув до Києва і взяв участь у 3-му Всеросійському турнірі, що зібрав 19 найкращих шахістів імперії (сучасною мовою, чемпіонат). Відмінна гра з лідерами змагання (в тому числі перемога над дворазовим чемпіоном Росії, Михайлом Чигоріним) забезпечила друге місце, однак два програші та чотири нічиї, подаровані «середнякам» змагань, дозволили Чигоріну обійти Бернштейна на очко й втретє стати тріумфатором Всеросійського турніру.
Після завершення Харківського (з інших даних - Московського) університету (1906) займається юридичною практикою. Наскільки дозволяють справи, змагається в престижних турнірах. Варто згадати першість у Стокгольмі (1906, розділив її з Карлом Шлехтером) і в Остенде (1907, з Акібою Рубінштейном), перемогу в чемпіонаті Москви (1911), друге місце у Всеросійському турнірі у Вільні (1912).
Дореволюційний період — роки найбільших звершень Бернштейна. Родинні статки та адвокатська практика забезпечили безтурботне життя, можливість присвячувати вільний час самоосвіті та грі з найкращими шахістами свого часу. Йосип Самійлович був у дружніх відносинах з багатьма гросмейстерами, зокрема, з Ароном Німцовичем. У його активі перемоги над чемпіоном світу Емануелем Ласкером (загалом нічийний рахунок у матчах: +2 –2 =1), дві нічиї в міні-матчі з Хосе-Раулем Капабланкою (1914), перемоги проти Чигоріна (загальний рахунок: +2 —1 =0), успішна гра проти російського чемпіона (1908, 1909, 1912) Акіби Рубінштейна (+1 –1 =7).
Більшовицький переворот завдав важкого удару по становищу Бернштейна й змусив його шукати порятунку в еміграції. Родинне майно пограбували червоні, адвокатська практика в умовах терору занепала. Останніми в цей період життя згадуються його показові партії проти Алехіна в Москві на початку 1918. За легендою, далі Бернштейн разом з Алехіним тікає через Україну до Одеси, де рятується від розстрілу завдяки шахам і вирушає до Парижа. Едуард Ласкер у книзі «Останній з тієї плеяди» переповідає, що чекіст із тих, що вирішували долю заарештованих буржуїв і аристократів, начебто впізнав у Йосипі Самійловичі славетного шахіста, зажадав від нього партію, в якій ставкою було життя Бернштейна. Майстер швидко здобув перемогу, а з нею й волю. Історія напевне є вигаданою, оскільки немає свідчень навіть перебування Бернштейна в Одесі.

### Міжвоєнне перебування в Парижі
Оселяється в Парижі (1922—1924 в Берліні), займається юридичною практикою, пише наукові статті, пробує себе у видавничій справі («Ллойд-журнал»). Участь у шаховому житті для Бернштейна була радше хобі, особливо в міжвоєнний період, коли він мусив заробляти на життя. У двадцятих роках поновив статки, однак Велика депресія кінця 20-х звела нанівець його зусилля. У першій половині 1930-тих працює представником одної з німецьких фірм у Парижі, на короткий період поновлює участь у шахових змаганнях. Варто згадати друге місце на турнірі в Ле Понті (1930), нічийний матч проти чемпіона світу Алехіна (1933), перемога над Оскаром Негелі (1932) та участь у турнірі в Берні (1933).
Також є згадки про залучення наприкінці 1920-х Йосипа Бернштейна, досвідченого юриста, до розробки правил проведення шахових чемпіонатів світу.
Лише в 1932 році офіційно стає громадянином Франції.
Друга світова війна знову зриває Бернштейна з місця. Він тікає від нацистської навали за Піренеї, де йому надають притулок іспанські шанувальники шахів. При переході через Піренеї з гросмейстером стається перший інфаркт.
Син Бернштейна потрапляє у німецький табір, де виживає завдяки знанню мов. Після визволення, згідно зі згадкою в статті А. Михальчишина, став особистим перекладачем Дуайта Ейзенхауера.

### 1950-ті роки
У 1950 році ФІДЕ переглядає систему шахових звань. Йосип Самійлович одним із перших здобуває титул гросмейстера за непересічні шахові досягнення. Досвідчений гравець, уже перебуваючи на пенсії, повертається до участі в турнірах. 1946 року займає друге місце в Лондоні, повторює успіх у Мадриді (1952) та Монтевідео (1954), також виступає за збірну Парижа в телефонному матчі проти Нью-Йорка (1948). Очолив збірну Франції на Шахових олімпіадах 1954 (Амстердам, перша дошка 7½ з 15 очок) і 1956 (Москва, не грав через хворобу) років.
Лише в 1950-х поновив зв'язки з частиною родини, що залишалась у СРСР.
Востаннє взяв участь у турнірі в Амстердамі (1961) у віці 80 років. Наступного року помер під час лікування в санаторії в Піренеях. За 60 років шахової практики зіграв небагато, близько трьохсот офіційних матчів. Згідно з перерахунками chessmetrics.com [Архівовано 3 березня 2016 у Wayback Machine.], у середині 1900-х, на піку своєї кар'єри був 9-м шахістом у світі.

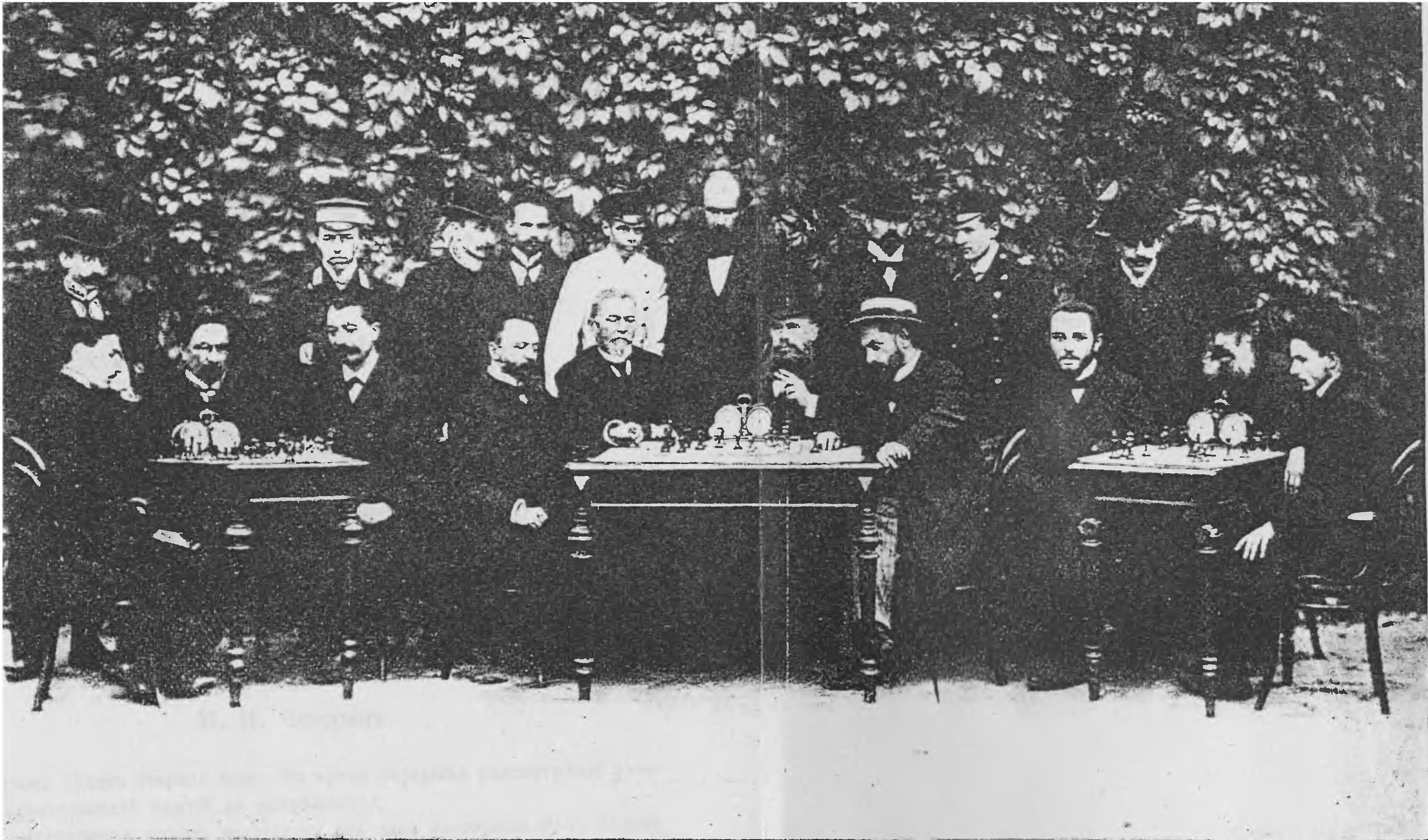
21 вересня 1903 року. Бернштейн (третій від правого краю) серед учасників Київського турніру. Його основний суперник М. Чигорін — четвертий від лівого краю